# Jean-Michel Basquiat: The Radiant Child
Jean-Michel Basquiat: The Radiant Child è un film documentario del 2010 diretto da Tamra Davis.
Il film è stato presentato in concorso al Sundance Film Festival.